# 宇都宮義真
宇都宮 義真（うつのみや よしなお）は、東京光線療法研究所を設立した人物。
全国療術師協会理事長なども務め、光線療法を用いて多くの患者の治療をおこなう。
生涯を光線療法の研究に捧げ、日本の光線療法の父と呼ばれている。

## 来歴
1932年、光線治療器を用いて病弱の長男義和の治療を行い、その卓越した治療効果に感銘を受け、生涯の業とすることを決意。
東京光線療法研究所の誕生。翌年には芝白金台町にて光線治療所を開設する。
1934年には機関誌「光線」発行。光線治療器「アナザーサン」の独自開発に成功。
発光方式は、新たな発想の正面対向式とし、自動接近式の高級光線治療器として荒井製作所にて製造。カーボンは、当初シーメンス社(ドイツ)製を使用するも、その後、コンラージ社(ドイツ)製に変更する。
1935年、機関誌名を「光と熱」に変更。光線治療器名も「サナモア(SANAMOI)」に変更した。
さらに、治療所の募集に加え、積極的に光線治療士の養成事業を開始。日本治療師会(現・全国療術師協会)に参加。
1938年に医療用カーボンを国産に切り替えるため、揖斐川電気株式会社(現イビデン株式会社)に依頼。カーボン部長 永井氏(後に常務取締役)と協力し数種類を試作し、スペクトル写真を撮影。理化学研究所 二神博士の光電管を応用した光線測定器にて測定。
1942年、有楽町の東京都電気奨励館にサナモアを陳列販売。
日本橋の大成商会の取り扱いで、支那、満州、朝鮮、台湾、フィリピン、チリ等に光線治療器を輸出。
戦時中、陸海軍の強制でサーチライト用カーボン以外の製造を禁止されたが、医療用カーボンのみ製造継続を許可されていた。
1944年、第二次世界大戦に召集される。
1947年に復員し、全国療術師協会理事に就任する。
1953年、全国療術師協会理事長に就任(1975年まで)。
1976年、株式会社 東京光線療法研究所の設立。初代代表に就任。
1977年、享年78歳で死去

## 家族

### 宇都宮光明
東京光線療法研究所二代目代表。

### 宇都宮正範
東京光線療法研究所三代目代表。

## 著書
- 光線療法学　原作者 宇都宮義真 改訂者 宇都宮光明　出版社 株式会社健康と光線社
- 光線治療の話　著者 宇都宮義真 宇都宮光明　出版社 株式会社東京光線療法研究所
- 医学の以前以後　著者 宇都宮義真 宇都宮光明　出版社 株式会社東京光線療法研究所
- 太陽を浴びれば医者はいらない　著者 宇都宮義真　出版社 ワニブックス